# Tianzhou 1
Tianzhou 1 (en chino: 天 舟 一号) fue la primera misión de la nave espacial de carga no tripulada clase Tianzhou. Fue desarrollado como parte del programa espacial tripulado de China. Tianzhou significa "vasija celestial" en chino. El 20 de abril de 2017, Tianzhou 1 fue lanzado por el cohete Larga Marcha 7 en Centro de Lanzamiento de Satélites de Wenchang. Se acopló con éxito con el laboratorio espacial Tiangong-2 el 22 de abril de 2017 a las 12:16 (UTC + 8). Tianzhou 1 fue desorbitado el 22 de septiembre de 2017. Se hundió en la atmósfera de la Tierra y se quemó después de una serie de maniobras de frenado bajo control terrestre.

## Misión
Esta misión demostró la nave espacial Tianzhou y sus capacidades. Demostró críticamente la transferencia de propulsores para la estación espacial china, el último gran obstáculo para las expediciones de larga duración. El 22 de abril de 2017, Tianzhou 1 atracó con éxito con Tiangong 2 marcando el primer atraque exitoso de un buque de carga y reabastecimiento de combustible con el laboratorio espacial en órbita. Posteriormente realizó un segundo atraque y reabastecimiento de combustible el 15 de junio de 2017. Después de acoplarse con Tiangong 2 por un período de 60 días, se desacopló y separó del laboratorio espacial y completó un período de tres meses de vuelo libre a unos 390 kilómetros por encima de la superficie. la Tierra, llevando a cabo por separado una serie de experimentos científicos. El 12 de septiembre de 2017, Tianzhou 1 realizó el tercer y último atraque y reabastecimiento de combustible con Tiangong 2, con lo que se denomina un atraque rápido que tardó 6.5 horas en completarse. Anteriormente, el proceso de encuentro y acoplamiento tomaba alrededor de dos días, o 30 órbitas. 